# У тридев'ятому царстві...
«У тридев'ятому царстві …» (рос. «В тридевятом царстве…») — український радянський художній фільм-казка 1970 року, знятий за однойменною повістю Віталія Губарєва.

## Сюжет
Казка про те, як солістка самодіяльного ансамблю балету на льоду дівчинка Оксана помінялася місцями з юною королевою казкового королівства карликів Ізабеллою, як дві краплі води схожа на Оксану. Ізабелла любить кататися на ковзанах, але придворні не дозволяють їй виступати. Ізабелла просить Оксану помінятися місцями на час гастролей. Оксана вирішує скористатися ситуацією і займає місце свого двійника на троні, взявши на себе управління королівством відповідно до власних поглядів на життя.

## У ролях
- Наташа Давидова —  Оксана  /  Ізабелла
- Гриша Максимов —  Андрійко
- Тамара Носова —  Марго
- Сергій Сібель —  Поль  (озвучив актор  Павло Морозенко)
- Сергій Мартінсон —  герцог де Молюск
- Ірина Мурзаева —  перша фрейліна
- Анатолій Папанов —  собачий магнат
- Микола Гаврилов —  прем'єр-міністр
- Спартак Мішулін —  новий прем'єр-міністр

В епізодах:
- Лев Перфілов —  пасажир з трубкою
- Дмитро Капка —  літній лакей
- Ірина Кіхтьова —  екскурсовод
- Валерій Панарін —  тренер Микола Єгорович
- Людмила Сосюра —  стюардеса
- Валентин Грудінін, Валерій Панарін, Володимир Кисленко, Валентин Кобас
- Олександр Толстих, Валентин Черняк,  Ірина Терещенко, Т. Зурабова
- Б. Кислов, Ю. Левченко, В. Пушкаренко, В. Рожков, Г. Каховський

## Знімальна група
- Автор сценарію: Віталій Губарєв
- Режисер-постановник:  Євген Шерстобитов
- Оператор-постановник: Микола Журавльов
- Художники-постановники: Валерій Новаков, Михайло Терещенко
- Композитор: Ігор Ключарьов
- Звукооператор: Натан Трахтенберг
- Режисер: Юрій Ляшенко
- Костюми: Н. Кибальчич
- Грим: Н. Блажевич
- Оператор: К. Бойко
- Асистенти режисера: Ж. Чайка, М. Шварц
- Асистенти оператора: П. Пастухов, М. Компанієць
- Комбіновані зйомки: оператор — Микола Іллюшин, художник — Михайло Полунін
- Монтаж: Алла Голубенко
- Редактор: Валентина Ридванова
- Диригент: Володимир Кожухар
- Директор картини: М. Вайнтроб